# پیاتزا ال سرچیو
پیاتزا آل سرچیو (به ایتالیایی: Piazza al Serchio) یک کومونه (شهرداری) در استان لوکا در ناحیه توسکانی ایتالیا است که در حدود ۹۰ کیلومتری (۵۶ مایلی) شمال غربی فلورانس و حدود ۴۰ کیلومتری (۲۵ مایلی) شمال غربی لوکا واقع شده‌است.
کلیسای سنگی رومی سانتا ماریا آسونتا در منطقه بورسیلیانا (Borsigliana) واقع شده‌است.

## مساحت و جمعیت
پیاتزا ال سرچیو ۲۷٫۰۳ کیلومتر مربع مساحت و ۲٬۲۷۴ نفر جمعیت دارد و ۵۳۶ متر بالاتر از سطح دریا واقع شده‌است.